# Марутаев, Михаил Александрович
Михаил Александрович Марутаев (2 апреля 1925 — 1 февраля 2010) — композитор, учёный, член Союза композиторов Москвы, заслуженный деятель искусств РСФСР (1986). Академик «Международная академия творчества», «Международной академии наук» и «Национальной академии интеллектуальных и социальных технологий».

## Основные произведения
- Оратория «Героическая Русь» в 9-и ч. для солистов, хора и симфонического оркестра на слова российских поэтов (1980)
- Кантата «Слово матери» в 4-х ч. для меццо сопрано, хора и симфонического оркестра на слова швейцарского поэта Ф. Геслера (1954)
- Скерцо для симфонического оркестра (1950) и др. сочинения для оркестра
- Три струнных квартета (1952, 1957, 1982)
- Концерт для альта с оркестром в 4-х ч. (2001)
- Симфония в 4-х ч. (2003)
- Концерт для скрипки с оркестром в 4-х ч.
- Сонатина и сонаты для фортепиано; сонаты для скрипки и фортепиано
- Прелюдии, романсы и др. произведения
- Музыка для детей, к театральным, радио- и телепостановкам, музыка для кино (всего более 20 фильмов).

## Музыка в кино

### Игровое кино
- 1963 — Сорок минут до рассвета
- 1964 — Валера
- 1964 — Рогатый бастион
- 1969 — Весёлое волшебство
- 1969 — Повесть о чекисте
- 1972 — Алые маки Иссык-Куля
- 1974 — Эхо любви

### Мультипликация
- 1972 — Приключения Незнайки и его друзей (мультсериал)
  - Как Знайка придумал воздушный шар (6-я серия)
  - Незнайка в Зелёном городе (8-я серия)

## Опубликованные основные научные труды
- «О гармонии как закономерности» в книге «Принцип симметрии» (изд. «Наука». Москва, 1978 г., с.363-395)
- «Гармония как закономерность природы» в книге «Золотое сечение» (Москва, 1990 г., с.130-233)
- «О гармонии мира» в журнале «Вопросы философии» (№ 6, 1994 г., с.71-81)
- «Гармония мироздания» в журнале «Сознание и физическая реальность» (т.2, № 4, Москва, 1997 г., с.35-52)